# Mogi Guaçu
Mogi Guaçu är en stad och kommun i Brasilien och ligger i delstaten São Paulo. Kommunen hade cirka 146 000 invånare år 2014.

## Administrativ indelning
Kommunen var år 2010 indelad i två distrikt:
- Martinho Prado Júnior
- Mogi Guaçu